# 萨尔扎-迪皮内罗洛
萨尔扎-迪皮内罗洛（義大利語：Salza di Pinerolo），是意大利皮埃蒙特大区都靈廣域市的一个市镇。总面积15平方公里，人口82人，人口密度5.5人/平方公里（2009年）。ISTAT代码为001234。